# Mant
Mant [mɑ̃] est une commune du Sud-Ouest de la France, située dans le département des Landes (région Nouvelle-Aquitaine).

## Géographie

### Localisation
Commune située au sud-est d'Hagetmau. Elle est limitrophe du département des Pyrénées-Atlantiques.

### Communes limitrophes
Les six communes limitrophes sont :
| Monségur | Samadet |                                    |
| Peyre    | Mant    | Arboucave                          |
|          | Monget  | Malaussanne (Pyrénées-Atlantiques) |

### Climat
Pour des articles plus généraux, voir Climat de la Nouvelle-Aquitaine et Climat des Landes.
Historiquement, la commune est dans une zone de transition entre les climats océaniques aquitain et montagnard.  
En 2020, Météo-France publie une typologie des climats de la France métropolitaine dans laquelle la commune est exposée à un climat océanique et est dans une zone de transition entre les régions climatiques « Aquitaine, Gascogne » et « Pyrénées atlantiques ».
Pour la période 1971-2000, la température annuelle moyenne est de 13,3 °C, avec une amplitude thermique annuelle de 14,5 °C. Le cumul annuel moyen de précipitations est de 1 116 mm, avec 12 jours de précipitations en janvier et 7,7 jours en juillet. Pour la période 1991-2020, la température moyenne annuelle observée sur la station météorologique la plus proche, située sur la commune d'Urgons à 8,65 km à vol d'oiseau, est de 14,0 °C et le cumul annuel moyen de précipitations est de 1 009,4 mm,. Pour l'avenir, les paramètres climatiques de la commune estimés pour 2050 selon différents scénarios d'émission de gaz à effet de serre sont consultables sur un site dédié publié par Météo-France en novembre 2022.

## Urbanisme

### Typologie
Au 1er janvier 2024, Mant est catégorisée commune rurale à habitat très dispersé, selon la nouvelle grille communale de densité à sept niveaux définie par l'Insee en 2022.
Elle est située hors unité urbaine. Par ailleurs la commune fait partie de l'aire d'attraction d'Hagetmau, dont elle est une commune de la couronne,. Cette aire, qui regroupe 16 communes, est catégorisée dans les aires de moins de 50 000 habitants,.

### Occupation des sols

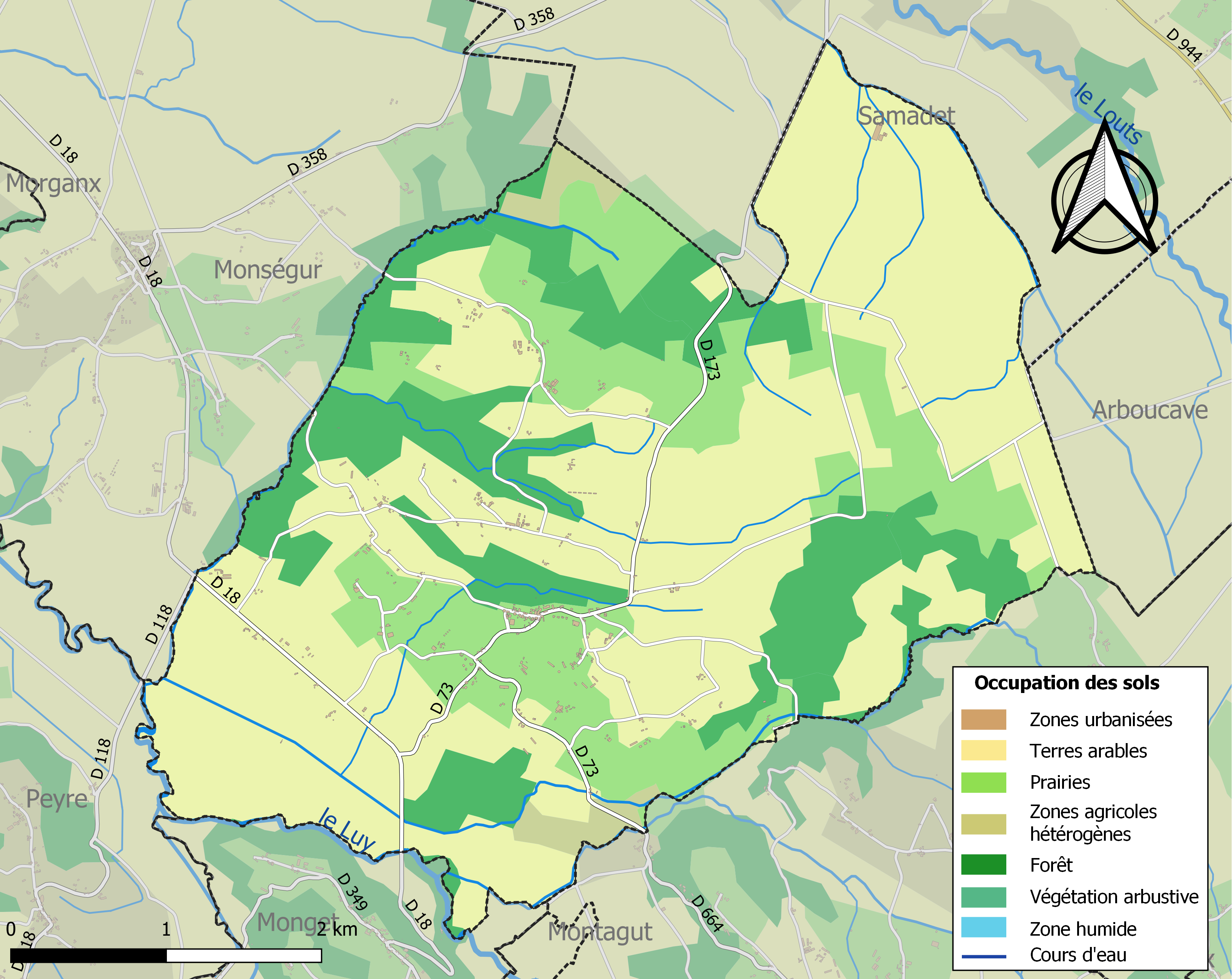
Carte des infrastructures et de l'occupation des sols de la commune en 2018 (CLC).

L'occupation des sols de la commune, telle qu'elle ressort de la base de données européenne d’occupation biophysique des sols Corine Land Cover (CLC), est marquée par l'importance des territoires agricoles (79,8 % en 2018), une proportion sensiblement équivalente à celle de 1990 (79,5 %). La répartition détaillée en 2018 est la suivante : 
terres arables (58,1 %), forêts (20,2 %), prairies (19,8 %), zones agricoles hétérogènes (1,8 %). L'évolution de l’occupation des sols de la commune et de ses infrastructures peut être observée sur les différentes représentations cartographiques du territoire : la carte de Cassini (XVIIIe siècle), la carte d'état-major (1820-1866) et les cartes ou photos aériennes de l'IGN pour la période actuelle (1950 à aujourd'hui).

### Risques majeurs
Le territoire de la commune de Mant est vulnérable à différents aléas naturels : météorologiques (tempête, orage, neige, grand froid, canicule ou sécheresse), inondations, mouvements de terrains et séisme (sismicité modérée). Un site publié par le BRGM permet d'évaluer simplement et rapidement les risques d'un bien localisé soit par son adresse soit par le numéro de sa parcelle.
Certaines parties du territoire communal sont susceptibles d’être affectées par le risque d’inondation par débordement de cours d'eau, notamment le Luy. La commune a été reconnue en état de catastrophe naturelle au titre des dommages causés par les inondations et coulées de boue survenues en 1999, 2009, 2018 et 2020,.
Les mouvements de terrains susceptibles de se produire sur la commune sont des tassements différentiels.

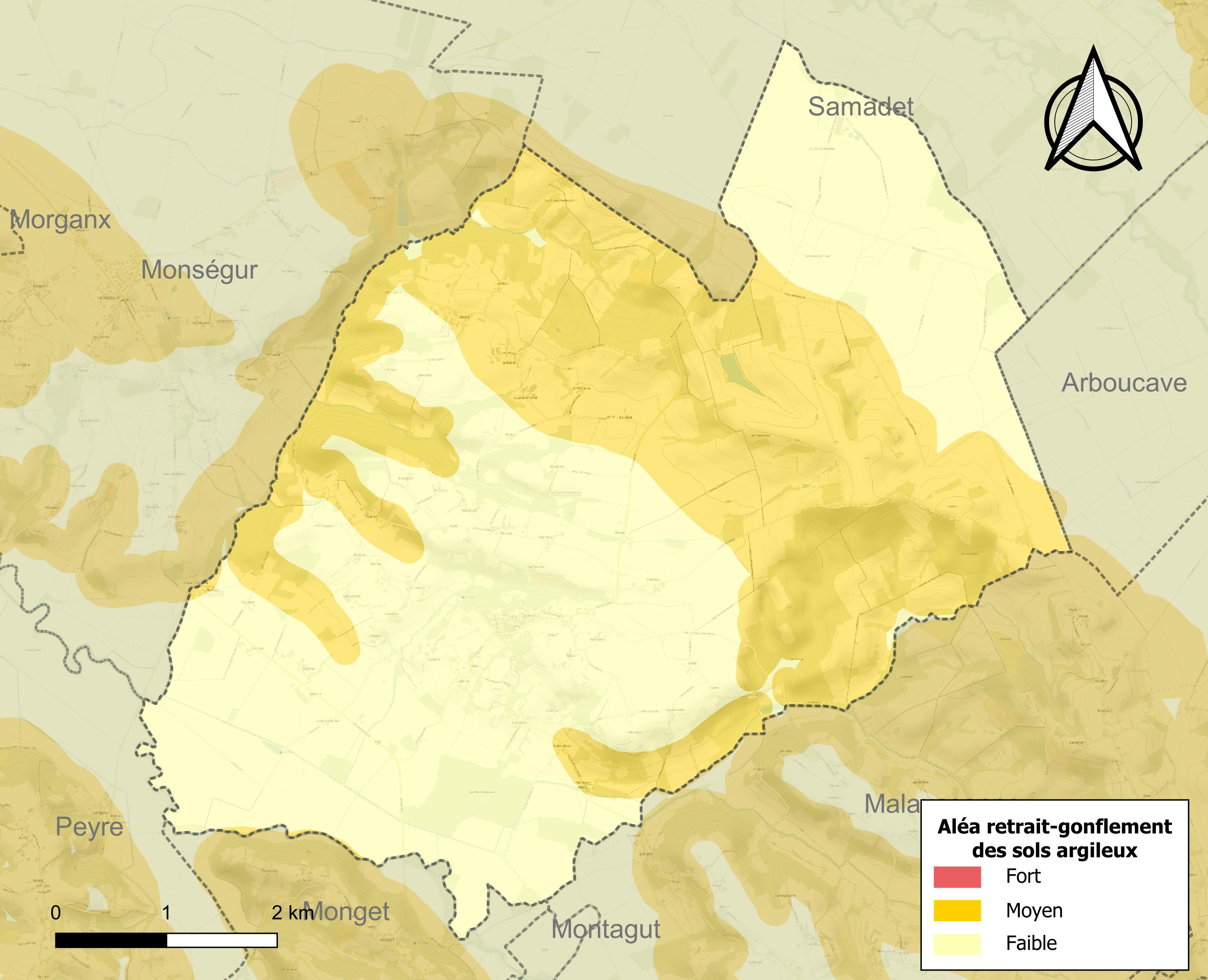
Carte des zones d'aléa retrait-gonflement des sols argileux de Mant.

Le retrait-gonflement des sols argileux est susceptible d'engendrer des dommages importants aux bâtiments en cas d’alternance de périodes de sécheresse et de pluie. 43,8 % de la superficie communale est en aléa moyen ou fort (19,2 % au niveau départemental et 48,5 % au niveau national). Sur les 144 bâtiments dénombrés sur la commune en 2019,  24 sont en aléa moyen ou fort, soit 17 %, à comparer aux 17 % au niveau départemental et 54 % au niveau national. Une cartographie de l'exposition du territoire national au retrait gonflement des sols argileux est disponible sur le site du BRGM,.
Concernant les mouvements de terrains, la commune a été reconnue en état de catastrophe naturelle au titre des dommages causés par des mouvements de terrain en 1999.

## Histoire

### Protohistoire
Au lieu dit « cimetière de Monget », 
une enceinte ovale précédée d'un fossé a été découverte lors de prospections aériennes en juin 1984. Située sur un sommet, elle domine les landes d'Arboucave et de Lacajunte où se trouvaient d'autres enceintes similaires quoique de formes différentes (l'enceinte d'Arboucave est sub-circulaire). À Monget, la porte de l'enceinte est au sud-est ; les vestiges du rempart de terre ont été endommagés lors de la construction d'un réservoir d'eau.

### Antiquité, Moyen-Âge
Le site du « cimetière de Monget » a également été occupé pendant l'Antiquité ; et de nouveau au Moyen-Âge, avec une activité métallurgique détectée à droite de l'entrée.

### Liste des maires
| Période                                  | Période   | Identité         | Étiquette | Qualité |
| ---------------------------------------- | --------- | ---------------- | --------- | --- |
| Les données manquantes sont à compléter. |           |                  |           | |
| 1984                                     | mars 2008 | Jacques Castaing | UDF-CDS   | Exploitant agricole, industriel et administrateur de société Président de la chambre d'agriculture des Landes (1970 → 1989) Président de la chambre régionale d'agriculture d'Aquitaine Conseiller régional d'Aquitaine (1986 → 2004) 1er vice-président du conseil régional (1992 → 1998) Président du Conseil économique et social d'Aquitaine (1980 → 1986) |
| mars 2008                                | En cours  | Michel Prugue    | DVD       | Exploitant agricole 3e vice-président de la CC Chalosse Tursan Réélu pour le mandat 2020-2026 |

## Démographie
| 1793 | 1800 | 1806 | 1821 | 1831 | 1836 | 1841 | 1846 | 1851 |
| ---- | ---- | ---- | ---- | ---- | ---- | ---- | ---- | ---- |
| 635  | 706  | 699  | 719  | 882  | 897  | 893  | 860  | 816  |

| 1856 | 1861 | 1866 | 1872 | 1876 | 1881 | 1886 | 1891 | 1896 |
| ---- | ---- | ---- | ---- | ---- | ---- | ---- | ---- | ---- |
| 773  | 757  | 742  | 648  | 658  | 660  | 648  | 609  | 583  |

| 1901 | 1906 | 1911 | 1921 | 1926 | 1931 | 1936 | 1946 | 1954 |
| ---- | ---- | ---- | ---- | ---- | ---- | ---- | ---- | ---- |
| 598  | 631  | 600  | 548  | 583  | 537  | 502  | 443  | 432  |

| 1962 | 1968 | 1975 | 1982 | 1990 | 1999 | 2006 | 2011 | 2016 |
| ---- | ---- | ---- | ---- | ---- | ---- | ---- | ---- | ---- |
| 420  | 379  | 329  | 331  | 322  | 273  | 278  | 292  | 271  |

| 2021 | 2022 | - | - | - | - | - | - | - |
| ---- | ---- | - | - | - | - | - | - | - |
| 269  | 270  | - | - | - | - | - | - | - |

## Économie
L'économie de Mant repose principalement sur l'agriculture. Il y eut une manufacture de chaises dans la mouvance des villages voisins (Notamment Hagetmau qui en comptait plusieurs).

## Lieux et monuments
- Abbaye de Pontaut.
- Église Saint-Fabien-et-Saint-Sébastien de Mant.
- Arènes Jean de Lahourtique.

## Vie pratique

### Enseignement
Mant est dotée d'une école primaire enseignant sur un niveau (CE1) et fait partie du regroupement scolaire local le RPI des Sept-Collines comportant : Monségur, Morganx, Peyre, Lacrabe et Poudenx.